# Vincent Lucas Mrzyglód
Vincent Lucas Mrzyglód, także Mrzyglod, Wincenty Łukasz Mrzygłód (ur. 17 lipca 1884 Groß-Patschin, zm. 11 kwietnia 1952 w Nysie) – artysta malarz, konserwator i restaurator zabytków.

## Życiorys
W 1907 wstąpił do nowicjatu franciszkańskiego we Wrocławiu Karłowicach i przyjął imię zakonne Lucas. Ukończył wrocławską Królewską Szkołę Sztuki i Rzemiosła Artystycznego. Po I wojnie światowej otrzymał od papieża dyspensę i założył rodzinę. W okresie 1945–1948 był zatrudniony jako konserwator zabytków przy Starostwie Powiatowym w Nysie. Począwszy od 1946 roku w pracach konserwatorskich wspierał go syn Arnold. Pochowany na Cmentarzu Jerozolimskim w Nysie
Tworzył obrazy o tematyce religijnej i portrety.